# Эд Бургундский (граф Невера)
Эд Бургундский (фр. Eudes de Bourgogne; 1230 — 4 августа 1266, Акра) — граф Невера, Осера, Тоннера и сеньор де Донзи, де Перш-Гуэ и де Монмирай 1257—1267, старший сын и наследник герцога Бургундии Гуго IV от первого брака с Иоландой де Дрё, дочерью Роберта III, графа де Дрё и Аэнор, дамы де Сен-Валери.

## Биография
В 1248 году был заключён контракт, по которому Эд женился на богатой наследнице Матильде де Бурбон-Дампьер, дочери и наследнице Аршамбо IX Молодого, сеньора де Бурбон, а также правнучке Матильды де Куртене, правительницы бургундских графство Невер, Осера и Тоннер. Благодаря этому браку Эд, наследник герцога Бургундии Гуго IV, в будущем должен был присоединить эти графства к Бургундскому герцогству, значительно увеличив его территорию. Одновременно младший брат Эда Жан женился на младшей сестре Аршамбо, Агнес, благодаря чему был должен унаследовать сеньорию Бурбон.
Однако ждать основной части наследства Эду пришлось долго. После смерти в 1254 году матери жены, Иоланды де Шатильон, Эд и Матильда унаследовали Донзи, Перш-Гуэ и Монмирай. Только в 1257 году после смерти графини Матильды де Куртене Эд и Матильда получили Невер, Осер и Тоннер.
В 1262 году умерла жена Эда, Матильда. У супругов не было сыновей, только четыре дочери — Иоланда, Маргарита, Алиса и Жанна, которые и должны были унаследовать владения. Но, поскольку дочери были несовершеннолетними, графствами продолжал управлять Эд.
В 1265 году Эд отправился в Иерусалимское королевство, где и погиб при защите Акры. Согласно некрологу Сито он умер 4 августа 1266 года. Смерть Эда привела к тому, что Невер, Осер и Тоннер были разделены. Первоначально Иоланда, старшая дочь Эда, пыталась сохранить все три графства за собой, однако это вызвало недовольство младших дочерей, претендовавших на свою часть наследство. Они обратились в Парижский парламент, в результате чего в 1273 году за Иоландой было сохранено только графство Невер, остальные два графства достались Маргарите и Алисе.

## Брак и дети
Жена: с февраля 1248 (контракт) Матильда II де Бурбон-Дампьер, дама де Бурбон, графиня Невера, Осера и Тоннера, дочь Аршамбо IX Молодого, сеньора де Бурбон, и Иоланды де Шатильон, дамы де Донзи. Дети:
- Иоланда (ок. 1248/1249 — 2 июня 1280), графиня Невера с 1262; 1-й муж: с июня 1265 Жан Тристан Французский (8 апреля 1250 — 3 августа 1270), граф Валуа и Крепи с 1269, граф Невера (по праву жены) с 1265; 2-й муж: с марта 1272 Роберт III Бетюнский (ок. 1247 — 17 сентября 1322), сеньор Бетюна с 1264, граф Невера (по праву жены) 1272—1280, граф Фландрии с 1305
- Маргарита (1249—1308), графиня Тоннера с 1273; муж: с 18 ноября 1268 года Карл I Анжуйский (21 марта 1227 — 7 января 1285), король Сицилии в 1266—1282, Неаполя с 1266, граф Анжу и Мэна с 1246, граф Прованса и Форкалькье с 1246, титулярный король Иерусалима с 1277, король Албании с 1272, князь Ахейский с 1278
- Алиса (1254—1290), графиня Осера с 1273; муж: Жан I де Шалон (1243 — 10 ноября 1309), сеньор де Рошфор с 1266, граф Осера (по праву жены) с 1273
- Жанна (ок. 1253 — 1271)